# João Gaspar Domingo Portocarreiro de Moscoso

Brasão de Armas da Casa de Portocarrero

João Gaspar Domingo Portocarreiro de Moscoso (? - 1640) foi além do XV Senhor de Moguer o VII Marquês de Villanueva del Fresno. Esteve na posse dos seus domínios apenas entre 1639 e 1640 dado que faleceu em 1640.
Como não deixou herdeiros tanto o morgadio de Moguer como o marquesado de Villanueva del Fresno passaram para a posse de Francisco Portocarreiro, que foi assim o XVI Senhor de Moguer e por nascimento neto do I Senhor do morgadio de Écija, Alonso Portocarreiro e o XI Senhor de Moguer, e bisneto de João Portocorreiro (1557 - 1560), XI Senhor de Moguer e de Maria de Morales.
Foi filho de Francisca Luísa Portocarreiro XIV Senhora de Moguer e do seu segundo marido António Portocarreiro de Moscoso.